# Centerport (Pensilvania)
Centerport es un borough ubicado en el condado de Berks en el estado estadounidense de Pensilvania. En el año 2000 tenía una población de 327 habitantes y una densidad poblacional de 662 personas por km².

## Geografía
Centerport se encuentra ubicado en las coordenadas 40°29′12″N 75°00′26″O / 40.48667, -75.00722.

## Demografía
Según la Oficina del Censo en 2000 los ingresos medios por hogar en la localidad eran de $47,115 y los ingresos medios por familia eran $51,250. Los hombres tenían unos ingresos medios de $30,938 frente a los $23,750 para las mujeres. La renta per cápita para la localidad era de $20,927. Alrededor del 4.6% de la población estaba por debajo del umbral de pobreza.